# Me’ir-Dawid Lewenstein
Me’ir-Dawid Lewenstein (hebr.: מאיר-דוד לוונשטיין, ang.: Meir-David Levenstein, Meir David Loewenstein, ur. 6 stycznia 1904 w Kopenhadze, zm. 15 sierpnia 1995) – izraelski rabin i polityk, w latach 1949–1951 poseł do Knesetu z listy Zjednoczonego Frontu Religijnego. Sygnatariusz Deklaracji niepodległości Izraela.

## Życiorys
Urodził się 6 stycznia 1904 w Kopenhadze. Studiował w szkole biznesowej w Szwajcarii oraz w seminarium rabinackim w Amsterdamie. W 1934 wyemigrował do Palestyny stanowiącej wówczas brytyjski mandat. Działał w ruchu młodzieżowym Agudat Israel w Europie, a następnie w oddziale partii w Palestynie.
Od 4 maja 1948 zasiadał w Zgromadzeniu Reprezentantów (parlament społeczności żydowskiej w brytyjskim Mandacie Palestyny). Był jednym z sygnatariuszy ogłoszonej 14 maja 1948 Deklaracji niepodległości Izraela, mimo licznych obiekcji natury religijnej. Zasiadał w tymczasowej radzie państwa.
W wyborach parlamentarnych w 1949 po raz pierwszy i jedyny dostał się do izraelskiego parlamentu.  W pierwszym Knesecie zasiadał w komisjach: mandatowej; konstytucyjnej, prawa i sprawiedliwości oraz edukacji i kultury; a także w specjalnej komisji ds. kontroli pożyczek państwowych. Kwestionował potrzebę stworzenia konstytucji Izraela, uważając, że jedynym źródłem prawa winna być Tora. W wyborach w 1951 utracił miejsce w parlamencie.
W 1972 został przewodniczącym komitetu ds. duchowego zbawienia.
Zmarł 15 sierpnia 1995.